# Lijst van golfbanen in Oostenrijk

De deelstaten

Deze lijst van golfbanen in Oostenrijk is per deelstaat ingedeeld.

## Burgenland
18 holes of meer
- Golfclub Neusiedlersee
- Reiter's Golf & Country Club in Bad Tatzmannsdorf, 1991, 27 holes
- Reiter's Golfschaukel in Stegersbach Lafnitztal, 1996, 45 holes

## Karinthië (Kärnten)
18 holes of meer
- Kärtnten Golfclub Dellach
- Golfclub Austria-Wörthersee
- Golfanlage Velden-Köstenberg, 1987
- Golfclub Klopeiner See
- Golfclub Klagenfurt-Seltenheim, 1996, 27 + 6 holes
- Golfclub Millstätter See, 1993
- Golganlage Alpe-Adria Schloss Finkenstein
- Golfclub Bad Kleinkirchheim, 1977, 18 + 6 holes
- Jaques-Lemans Golf Club in Sankt Veit
- Gailtal Golf Kärnten

minder dan 18 holes
- Golfclub Wolfsberg
- Golfclub Drautal/Berg

## Neder-Oostenrijk (Niederösterreich)
18 holes of meer
- Colony Club Gutenhof
- Golf & Country Club Brunn am Gebirge
- Golfclub 2000 Tullnnerfeld
- Golfclub Adamstal, 1994, 27 holes
- Golfclub Club Gutendorf
- Golfclub Eldorado Bucklige Welt, 18+9 holes
- Golfclub Enzessfeld
- Golfclub Föhrenwald
- Golfclub Hainburg
- Colony Club Gutenhof Himberg
- Fontana Golf Club, 1996, Oostenrijks Open 2003-2010
- Golfclub Frühling
- Golfclub Herrensee
- Golfclub Laab im Walde
- Golfclub Lengenfeld, 1995,
- Golfclub Ottenstein
- Golfclub Schloss Ebreichsdorf
- Golfclub Schloss Ernegg, 27 holes
- Golfclub Schönborn
- Golfclub Schönfeld
- Golfclub Schönfeld Neun
- Golfclub Spillern
- Golfclub St. Pölten in Sankt Pölten, 2006, 27 holes
- Golfclub Swarco Amstetten-Ferschnitz
- Golfclub Thayatal Drosendorf
- Golfclub Veltlinerland Poysdorf, 2004 door Keith Preston
- Golfclub Waidhofen, 27 holes
- Golfclub Weitra
- Golfresort Haugschlag, 1987, 36 holes en 18 holes par-3
- The Country Club Tullnerfeld

minder dan 18 holes
- Golfclub Range Achau
- Golfclub Range Wien-Tuttendörff
- Golfclub Golf MaxX
- Golfclub Maria Taferl
- Golfclub Breitenfurt
- Golfclub Wienerwald
- Golfclub Leopoldsdorf
- Richardhof Golf

## Opper-Oostenrijk (Oberösterreich)
18 holes of meer
- Golfclub Attersee-Traunsee
- Golfpark Böhmerwald, 27 holes
- Golfclub Donau, 1991
- Golfclub Linz
- Golfclub am Mondsee
- Golfclub Maria Theresia
- Linzer Golfclub Luftenberg
- Golfclub Herzog Tassilo
- Golfclub Innviertel
- Pro Golf Club Kremstal
- Golfclub Kobernausserwald
- Celtic Golf Course Schärding, 24 holes
- Golfclub St. Oswald Freistadt
- Salzkammergut Golfclub, 1933
- Golfclub Stärk-Ansfelden
- SternGartl
- Golfclub Traunsee
- Golfclub Wels
- Golfclub Windischgarsten, 2004

minder dan 18 holes
- Golflcub Bergergut
- Golfclub Drachenwand St Lorenz, 1991 door Zuid-Afrikaan Marc Muller naar idee van Jack Nicklaus
- Golfclub Metzenhof
- Golfclub Über den Dächern von Passau
- Golfclub Pfarrkirchen im Mühlviertel
- Robinson Golfclub Ampflwang
- Golfclub Stärk-Linz
- Golfclub Weyregg am Attersee
- Golfclub Windischgarsten

## Salzburg
18 holes of meer

#### Salzburgerland
- Golfclub Mittersill - Stuhlfelden in Mittersill, 1987
- Golfclub Europa in Zell am See
- Golf & Country Club Gut Altentann in Henndorf, 1989 door Jack Nicklaus, Oostenrijks Open 1990-1992
- Golfclub Gut Brandlhof in Saalfelden, 1883
- Golfclub Urslautal in Saalfelden, 1991
- Golfclub Goldegg in Goldegg, 1985
- Golfclub Gastein in Bad Gastein, 1960
- Golfclub Lungau in Sankt Michael, 1992, 27 holes
- Golfclub Radstadt in Radstadt, 1991, 27 holes
- Golfclub Salzburg in Eugendorf, 2000
- Golfclub Salzburg, Schloss Fuschl, in Hof
- Golfclub Zell am See - Kaprun in Saalbach-Hinterglemm, 1984, 36 holes

#### Salzkammergut
- Golfclub Drachenwand St Lorenz in Mondsee
- Golfclub Weyregg an Attersee in Weyregg
- Golfclub Salzkammergut in Aigen-Voglhup
- Golfclub Aussersee in Bad Aussee

minder dan 18 holes
- Golfclub Waldhof in Fuschl, 1998 en 2008 Peter Mayerhofer

## Stiermarken (Steiermark)
18 holes of meer
- Golf und Land Club Ennstal Weissenbach
- Golf und Land Club Schloss Pichlarn
- Golf & Country Club Dachstein Tauern
- Golfclub Loipersdorf-Fürstenfeld, 1987 door Bernhard Langer, 27 holes
- Golfclub Gut Murstätten, 27 holes
- Golfclub Schloss Frauenthal
- Golfclub Gut Freiberg
- Golf & Country Club Raiting-Gai
- Golfclub Erzherzog Johann-Maria Lankowitz, 1992, staat op de kalender van de Alps Tour.
- Golfclub Murtal
- Golfclub Almenland-Passail
- Golfclub Bad Waltersdorf, 2004 door Michaael Pinner,
- Golfclub Murau-Kreischberg
- Golfclub Mariahof

minder dan 18 holes
- GolfclubBad Gleichenberg
- Grazer Golfclub
- Golfclub St. Lorenzen
- Golfclub Ausseerland
- Golfclub Liebenau
- Golfclub Schloss Feistritz
- Golfclub Graz-Puntigam
- Golfclub Graz Andritz St Gotthard
- Golfclub Thalersee

## Tirol
18 holes of meer
- Golfclub Achensee in Pertisau, 1934, oudste golfclub in Tirol, sinds 2003 18 holes
- Golf Eichenheim, 2001 door Kyle Philipps
- Golfclub Innsbruck-Igls/Rinn in Rinn, 1935, 27 holes,
- Golfclub Kitzbühel-Schwarzsee, 1988
- Kaiserwinkl Golf Kössen, 1988
- Golfclub Mieminger Plateau, 1995, 27 holes (Parkbaan 2001, grote baan door Keith Preston, 2008)
- Golfclub Osttirol-Lienz, 27 holes
- Golfclub Seefeld-Wildmoos, 1969, door Donald Harradine, op bijna 1300m hoogte
- Golfclub Wilder Kaiser, 27 holes, 1998
- Golfclub Reit im Winkl in Kössen, 1985. 6 holes in Tirol, 12 holes in Beieren, Duitsland

minder dan 18 holes
- Golfclub Achenkirch hoort bij Posthotel Alpenhof, 2004
- Golfclub Kitzbühel Kaps
- Golfacademy Seefeld, 9 holes, 1988, 1200m hoogte
- Golfclub Innsbruck-Igls/Lans in Lans, 1935
- Golf & Country Club Lärchenhof, 15 holes
- Golf und Landclub Rasmushof, 1978
- Golfclub Walchsee Moarhof
- Tiroler Zugspitz Golf, 2003
- Olympia Golf Igls in Innsbruck
- Golfclub Zillertal - Uderns

## Vorarlberg
18 holes of meer
- Golfclub Montafon
- Golfclub Brand, 1994
- Golfclub Bludenz-Braz, 1996 door Kurt Rossknecht
- Golfclub Bregenzerwald
- Golfclub Montfort Rankweil

minder dan 18 holes
- Golfclub Hochmontafon Silvretta Partenen